# Nielles-lès-Bléquin
Nielles-lès-Bléquin är en kommun i departementet Pas-de-Calais i regionen Hauts-de-France i norra Frankrike. Kommunen ligger i kantonen Lumbres som tillhör arrondissementet Saint-Omer. År 2022 hade Nielles-lès-Bléquin 913 invånare.

## Befolkningsutveckling
Antalet invånare i kommunen Nielles-lès-Bléquin
| Referens: INSEE |